# Bierbaum Unternehmensgruppe
Die Bierbaum Unternehmensgruppe GmbH & Co.KG mit Sitz in Borken (NRW) stellt Heimtextilien und technische Reinigungsartikel her. Das Stammwerk wurde 1895 gegründet.
Bierbaum produziert im Stammwerk Borken Thermovliese für Reinigungstücher und unterhält am Stammsitz eine vollstufige Veredelung und die gesamte Verwaltung. Weiterhin hält Bierbaum strategische Partnerschaften in diversen Ländern, wo unter anderem gewebte Waren in Lohnfertigung aber auf eigenen Maschinen gefertigt werden.
Die Bierbaum Unternehmensgruppe erzielte 2008 einen Gruppenumsatz von 103 Mio. Euro mit 564 Mitarbeitern.
Bierbaum betreibt integrierte Prozesse in der Textilherstellung von Weben/Stricken über thermisch verfestigte Nadelvliese über Ausrüstung der Fasern und Stoffe bis hin zur verkaufsfertigen Verpackung und Versand (Logistik). Die Produktionsbasis ist geografisch gestreut um Zugang zu günstigen Arbeitskräften zu erhalten, liegt aber noch immer mit einem verhältnismäßig großen Anteil in Deutschland.
Neben der Marke Bierbaum werden auch die eingetragenen Warenzeichen BIBA, Flinka, und Irisette vermarktet.